# Acropora millepora
Espèce
Statut CITES
Acropora millepora est une espèce de coraux appartenant à la famille des Acroporidae.

## Description et caractéristiques
Ce corail forme des colonies digitées en corymbe, avec des branches courtes uniformes. le corallite axial est distinctif, gros et tubulaire. Les corallites radiaux sont étroitement compactés, et tout de même la taille. Ils ont une lèvre inférieure proéminente faisant penser à des marches. Ce corail est généralement verdâtre avec les pointes plus ou moins orangées, mais parfois aussi rose ou bleu.
On reconnaît principalement ce corail au fait qu'il est l'un des seuls Acropora à avoir ses polypes sortis pendant la journée, lui donnant une apparence « poilue ».
Son nom ne doit pas le faire confondre avec les « coraux de feu » du genre Millepora.

## Habitat et répartition
C'est une espèce relativement commune à faible profondeur, dans tout l'Indo-Pacifique.